# Paul Copan

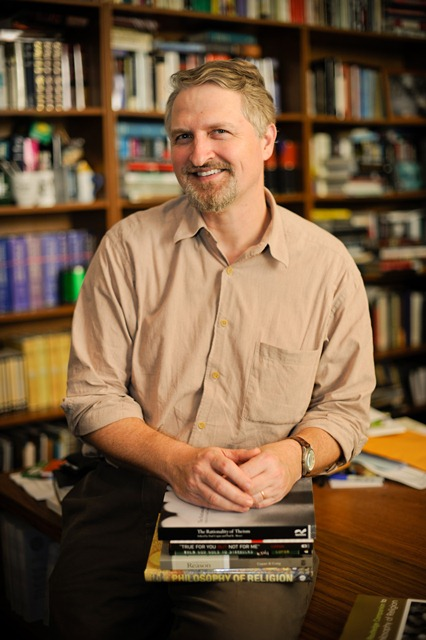
Paul Copan

Paul Copan (* 20. September 1962) ist ein amerikanischer Theologe, Philosoph, Apologet und Autor. Er ist Professor an der Palm Beach Atlantic University und hält den Pledger Chair of Philosophy.

## Leben
Copan machte Abschlüsse zum Ph.D., Marquette University (Philosophie, 2000), M.Div., Trinity International University (Theologie, 1988), M.A., Trinity International University (Religionsphilosophie) und B.A., Columbia International University (Biblische Studien). Von 1989 bis 1995 arbeitete er als Geistlicher an der First Presbyterian Church in Schenectady, NY.
Er ist Mitglied der Society of Christian Philosophers seit 1986, Evangelical Theological Society seit 1995, Evangelical Philosophical Society seit 1997, American Catholic Philosophical Association seit 1999, Society of Biblical Literature seit 1999 und American Philosophical Association seit 2003.
Er hat sieben Bücher über religiösen Pluralismus und Religion & Wissenschaft verfasst, ebenso wie elf Bücher über Religionsphilosophie und die Historizität Jesu Christi herausgegeben. Er hat zahlreiche Artikel in Fachzeitschriften publiziert und ist Präsident der Evangelical Philosophical Society.

## Veröffentlichungen
- Is God a Moral Monster?: Making Sense of the Old Testament God, Baker Books, Grand Rapids, 2011, ISBN 0-8010-7275-1
- When God Goes to Starbucks: A Guide to Everyday Apologetics. (Grand Rapids: Baker, 2008.)
- Loving Wisdom: Christian Philosophy of Religion. (St. Louis: Chalice Press, 2007)
- What Is Truth? Series edited by Danielle DuRant. (Downers Grove, IL: InterVarsity Press, 2007.)
- "How do you know you're not wrong?": Responding to Objections that Leave Christians Speechless. (Grand Rapids: Baker, 2005).
- (Co-authored with William Lane Craig), Creation ex Nihilo: A Biblical, Philosophical, and Scientific Exploration (Grand Rapids: Baker Book House, 2004).
- "That’s Just Your Interpretation": Responding to Skeptics Who Challenge Your Faith (Grand Rapids: Baker, 2001)
- True for You, But Not for Me: Deflating the Slogans That Leave Christians Speechless (Minneapolis: Bethany House, 1998).